# Discografie van Sigur Rós

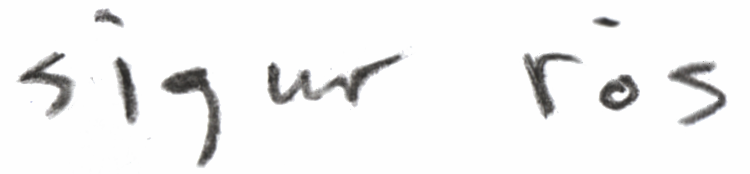
Reproductie van het logo van Sigur Rós

Dit is de discografie van Sigur Rós, een IJslandse post-rockband. De band bracht sinds de oprichting in 1994 onder andere vijf studioalbums, een remixalbum, een verzamelalbum, negen singles en een dvd uit.
Sigur Rós tekende in 1994 hun eerste platencontract met Bad Taste (in IJsland bekend als Smekkleysa). Zij verzorgden voor de uitgave van Sigur Rós-materiaal in IJsland tot en met 2003. In 1999 kreeg de band zijn eerste buitenlandse contract: het Engelse Fat Cat Records was bereid hun materiaal in het Verenigd Koninkrijk uit te brengen. Voor de uitgave van Takk... werd de samenwerking met Fat Cat beëindigd omdat de band ontevreden was met de distributie (die verzorgd werd door PIAS). Voor de Amerikaanse markt tekende Sigur Rós in 2000 een contract met MCA Records. Enkele jaren later fuseerde MCA met Geffen Records, waardoor Sigur Rós-materiaal in de Verenigde Staten nu onder Geffen wordt uitgebracht. Na het vertrek bij Fat Cat begon de band een samenwerking met EMI Group, die tot op heden de uitgaven (op de V.S. na) in het Verenigd Koninkrijk en de rest van de wereld regelt.

## Albums

### Studioalbums
| Jaar | album |
| ---- | --- |
| 1997 | Von - Uitgave: 1 september 1997 - Platenmaatschappij: Bad Taste, One Little Indian - Formaten: cd (1997, 2004), lp (2009)          |
| 1999 | Ágætis byrjun - Uitgave: 12 juni 1999 - Platenmaatschappij: Bad Taste, FatCat, MCA, PIAS e.a. - Formaten: cd, lp, Compact cassette |
| 2002 | ( ) - Uitgave: 28 oktober 2002 - Platenmaatschappij: Bad Taste, Fat Cat, MCA, PIAS e.a. - Formaten: cd, lp                         |
| 2005 | Takk... - Uitgave: 12 september 2005 - Platenmaatschappij: EMI, Geffen - Formaten: cd, lp, Compact cassette, download              |
| 2008 | Með suð í eyrum við spilum endalaust - Uitgave: 20 juni 2008 - Platenmaatschappij: EMI, XL Recordings - Formaten: cd, lp, download |

### Compilatiealbums
| Jaar | album |
| ---- | --- |
| 2007 | Hvarf-Heim - Uitgave: 5 november 2007 - Platenmaatschappij: EMI, XL Recordings - Formaten: cd, lp, download |

### Remixalbums
| Jaar | album |
| ---- | --- |
| 1998 | Von brigði - Uitgave: augustus 1998 - Platenmaatschappij: Bad Taste - Formaten: cd, lp (gelimiteerde editie) |

### Soundtracks
| Jaar | album |
| ---- | --- |
| 2003 | Hlemmur - Uitgave: maart 2003 (cd), 20 augustus 2007 (cd/dvd speciale editie) - Platenmaatschappij: Krúnk - Formaten: cd |

### Ep's
| Jaar | album |
| ---- | --- |
| 2003 | Rímur - Uitgave: april 2001 - Platenmaatschappij: Krúnk - Formaten: cd                                      |
| 2004 | Ba Ba Ti Ki Di Do - Uitgave: 24 maart 2004 - Platenmaatschappij: Geffen Records - Formaten: Mini cd, cd, lp |

## Films
| Jaar | album                                                                                    |
| ---- | ---------------------------------------------------------------------------------------- |
| 2007 | Heima - Uitgave: 27 september 2007 - Regisseur: Dean DeBlois - Studio: Klikk Productions |

## Singles
| Jaar | Nummer                         | Album                                |
| ---- | ------------------------------ | ------------------------------------ |
| 1999 | "Svefn-g-englar"               | Ágætis byrjun                        |
| 2000 | "Ný batterí"                   | Ágætis byrjun                        |
| 2003 | "Untitled #1 (a.k.a. "Vaka")"  | ( )                                  |
| 2005 | "Glósóli"                      | Takk...                              |
| 2005 | "Hoppípolla"                   | Takk...                              |
| 2006 | "Sæglópur"                     | Takk...                              |
| 2007 | "Hljómalind"                   | Hvarf/Heim                           |
| 2008 | "Gobbledigook"                 | Með suð í eyrum við spilum endalaust |
| 2008 | "Inní mér syngur vitleysingur" | Með suð í eyrum við spilum endalaust |

### Muziekvideo's
| Jaar | Nummer                         | Regisseur(s)                           |
| ---- | ------------------------------ | -------------------------------------- |
| 1999 | "Svefn-g-englar"               | August Jakobsson en Sigur Rós          |
| 2000 | "Viðrar vel til loftárása"     | Stefan Arni, Siggi Kinski en Sigur Rós |
| 2003 | "untitled #1" ("Vaka")"        | Floria Sigismondi                      |
| 2005 | "Glósóli"                      | Stefan Arni en Siggi Kinski            |
| 2005 | "Hoppípolla"                   | Stefan Arni en Siggi Kinski            |
| 2006 | "Sæglópur"                     | Sigur Rós & Eva Maria Daniels          |
| 2008 | "Gobbledigook"                 | Stefan Arni en Siggi Kinski            |
| 2008 | "Inní mér syngur vitleysingur" |                                        |
| 2009 | "Við spilum endalaust"         | Nick Abrahams                          |

### Gastoptredens
| Jaar | Nummer                       | Bijzonderheden |
| ---- | ---------------------------- | --- |
| 1994 | "Fljúgðu"                    | Verscheen op het album Smekkleysa í hálfa öld, een compilatiealbum van Bad Taste Records. De band speelde onder de naam Victory Rose. |
| 1998 | "Leit Að Lífi"               | Remix van hetzelfde nummer op Von. Verscheen op Popp í Reykjavík.                                                                     |
| 1999 | "Dót"                        | Verscheen op het album Strokið og slegið van Didda.                                                                                   |
| 2000 | "Bíum bíum bambaló"          | Verscheen op de soundtrack van de film Englar alheimsins. Gecomponeerd door Hilmar Örn Hilmarsson en Sigur Rós.                       |
| 2000 | "Dánarfregnir og jarðafarir" | Verscheen op de soundtrack van de film Englar alheimsins. Gecomponeerd door Hilmar Örn Hilmarsson en Sigur Rós.                       |
| 2003 | "Ég Mun Laknast"             | Verscheen op het compilatiealbum Branches and Routes van Fat Cat Records.                                                             |
| 2004 | -                            | Een 12-minuten durende score voor The Loch Ness Kelpie, een film van BBC Alba.                                                        |
| 2005 | "Á ferð til Breiðafjarðar"   | Verscheen op de soundtrack van de film Gargandi snilld. Gespeeld door Steindór Andersen en Sigur Rós.                                 |
| 2005 | "Hrafnagaldr Óðins"          | Verscheen op de soundtrack van de film Gargandi snilld. Gespeeld door Steindór Andersen en Sigur Rós.                                 |

## Hitlijsten

### Albums
| Album met eventuele hitnotering(en) in de Nederlandse Album Top 100 | Datum van verschijnen | Datum van binnenkomst | Hoogste positie | Aantal weken | Opmerkingen   |
| ------------------------------------------------------------------- | --------------------- | --------------------- | --------------- | ------------ | ------------- |
| ( )                                                                 | 28-10-2002            | 09-11-2002            | 59              | 4            |               |
| Takk...                                                             | 12-09-2005            | 17-09-2005            | 44              | 3            |               |
| Hvarf-Heim                                                          | 05-11-2007            | 10-11-2007            | 92              | 2            | Verzamelalbum |
| Með suð í eyrum við spilum endalaust                                | 20-06-2008            | 28-06-2008            | 21              | 13           |               |
| Inní                                                                | 04-11-2011            | 12-11-2011            | 41              | 2            | Livealbum     |
| Valtari                                                             | 25-05-2012            | 02-06-2012            | 18              | 4*           |               |

| Album met hitnotering(en) in de Vlaamse Ultratop 200 albums | Datum van verschijnen | Datum van binnenkomst | Hoogste positie | Aantal weken | Opmerkingen |
| ----------------------------------------------------------- | --------------------- | --------------------- | --------------- | ------------ | ----------- |
| ( )                                                         | 2002                  | 09-11-2002            | 33              | 3            |             |
| Takk...                                                     | 2005                  | 17-09-2005            | 8               | 18           |             |
| Hvarf-Heim                                                  | 2007                  | 10-11-2007            | 18              | 13           |             |
| Með suð í eyrum við spilum endalaust                        | 2008                  | 28-06-2008            | 4               | 34           |             |
| Inní                                                        | 2011                  | 12-11-2011            | 24              | 9            | Livealbum   |
| Valtari                                                     | 2012                  | 02-06-2012            | 4               | 4*           |             |

### Singles
| Single met hitnotering(en) in de Vlaamse Ultratop 50 | Datum van verschijnen | Datum van binnenkomst | Hoogste positie | Aantal weken | Opmerkingen |
| ---------------------------------------------------- | --------------------- | --------------------- | --------------- | ------------ | ----------- |
| Gobbledigook                                         | 27-05-2008            | 26-07-2008            | tip19           | -            |             |
| Við spilum endalaust                                 | 2008                  | 16-08-2008            | tip4            | -            |             |
| Inní mér syngur vitleysingur                         | 08-09-2008            | 01-11-2008            | tip16           | -            |             |
| Varúð                                                | 21-05-2012            | 02-06-2012            | tip82           | -            |             |